# Simowniki

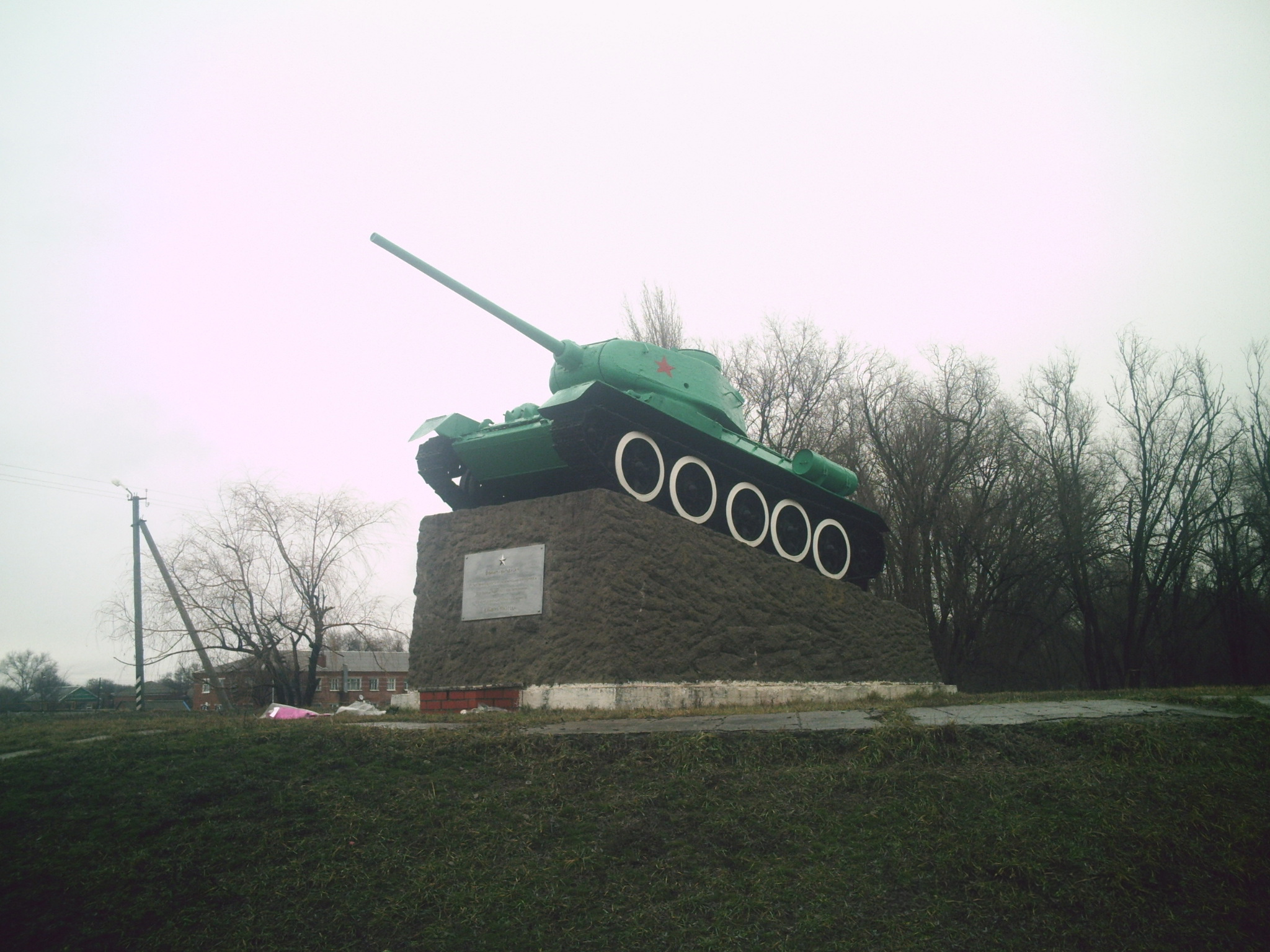
Panzer T-34 als Denkmal für die Zurückeroberung von Simowniki durch die Rote Armee im Januar 1943

Simowniki (russisch Зимовники) ist eine Siedlung in der Oblast Rostow (Russland) mit 18.070 Einwohnern (Stand 14. Oktober 2010).

## Geographie
Die Siedlung liegt im südrussischen Steppengebiet zwischen den Flüssen Don und Manytsch, etwa 200 Kilometer Luftlinie östlich des Oblastverwaltungszentrums Rostow. Durch den Ort fließt die Malaja Kuberle, ein linker Nebenfluss des Sal.
Simowniki ist Verwaltungszentrum des gleichnamigen Rajons Simowniki. Zur gleichnamigen Landgemeinde (Selskoje posselenije) gehören neben der Siedlung noch die umliegenden Dörfer Donezki, Iljitschow und Maikopski.

## Geschichte
Der Ort entstand 1898 an Stelle einer früheren temporären Siedlung, in der sich halbnomadische lebende kalmückische Viehhalter mit ihren Tieren im Winter aufhielten, im Zusammenhang mit dem Bau der Eisenbahnstrecke Zarizyn – Tichorezkaja. Nach ihren Bewohnern hieß die entstandene Bahnstation zunächst Kalmyzkaja, das Dorf Kalmyzki (chutor), 1908 erhielten beide die heutige Bezeichnung (von russisch simnik oder simownik für eine Wintersiedlung dieser Art).
Im Rahmen einer Verwaltungsreform wurde Simowniki 1924 Zentrum eines neu gegründeten Rajons. Im Zweiten Weltkrieg wurde Simowniki von der deutschen Wehrmacht während ihres Vorrückens auf Stalingrad besetzt und am 8. Januar 1943 von der Roten Armee zurückerobert.
1962 erhielt Simowniki den Status einer Siedlung städtischen Typs, wurde aber 1992 wieder zu einer ländlichen Siedlung herabgestuft.

### Bevölkerungsentwicklung
| Jahr | Einwohner |
| ---- | --------- |
| 1939 | 9.439     |
| 1959 | 5.614     |
| 1970 | 15.322    |
| 1979 | 16.870    |
| 1989 | 16.934    |
| 2002 | 17.705    |
| 2010 | 18.070    |

Anmerkung: Volkszählungsdaten

## Wirtschaft und Infrastruktur
In Simowniki als Zentrum eines Landwirtschaftsgebietes mit überwiegendem Getreideanbau (Weizen, Gerste, Hafer, Hirse und Mais, daneben Sonnenblumen und Gemüse) sowie Schafhaltung. Es gibt eine Reihe von Betrieben der Lebensmittelindustrie.
Der Ort liegt an der 1899 eröffneten und auf diesem Abschnitt 2001 elektrifizierten Eisenbahnstrecke Wolgograd – Salsk – Tichorezkaja (Streckenkilometer 270), die auf diesem Abschnitt von der Nordkaukasische Eisenbahn betrieben wird. Entlang der Bahnstrecke verläuft auch eine Regionalstraße von Tichorezk an der Magistrale M29 über Salsk nach Kotelnikowo in der benachbarten Oblast Wolgograd. In Simowniki zweigt von dieser eine Straße in die kalmückische Hauptstadt Elista ab.
Westlich der Siedlung liegt ein kleiner Flughafen für lokale Verbindungen (kein ICAO-Code; russischer Code УРРФ/URRF).